# 스테판 게랭 틸리에
스테판 게랭 틸리에(Stéphan Guérin-Tillié)는 프랑스의 배우이자 영화 감독이다.